# Valle Aurina
Valle Aurina (en allemand, Ahrntal) est une commune italienne d'environ 6 000 habitants située dans la province autonome de Bolzano, dans la région du Trentin-Haut-Adige, dans le Nord-Est de l'Italie.

## Répartition des langues
Selon le recensement de 2011, la plupart des habitants (88 %) parlent l'allemand comme langue maternelle, 12 % parlent l'italien nativement.

## Administration
| Période                                  | Période | Identité | Étiquette | Qualité |
| ---------------------------------------- | ------- | -------- | --------- | ------- |
|                                          |         |          |           |         |
| Les données manquantes sont à compléter. |         |          |           |         |

### Hameaux
Lutago, Cadipietra, San Giacomo, San Giovanni, San Pietro, Riobianco

### Communes limitrophes
Les communes limitrophes sont  Brandberg, Campo Tures, Finkenberg, Mayrhofen, Predoi et Selva dei Molini.